# Malcolm Browne
Malcolm Wilde Browne (New York, 17 aprile 1931 – Hanover, 27 agosto 2012) è stato un giornalista e fotografo statunitense.

## Carriera
Malcolm Browne inizia la propria carriera nel giornalismo durante la guerra di Corea, quando segue il conflitto per la rivista di Stars and Stripes, dove lavora per due anni. In seguito lavorerà per il Times Herald-Record di Middletown, e si unisce alla Associated Press (AP), lavorando a Baltimora dal 1959 al 1961, anno in cui viene nominato capo corrispondente con l'Indocina. Dopo aver vinto un premio Pulitzer ed un World Press Photo of the Year (grazie alla fotografia dell'autoimmolazione di Thích Quảng Đức) ed aver ricevuto numerose offerte di lavoro, Browne lascerà l'Associated Press nel 1965.

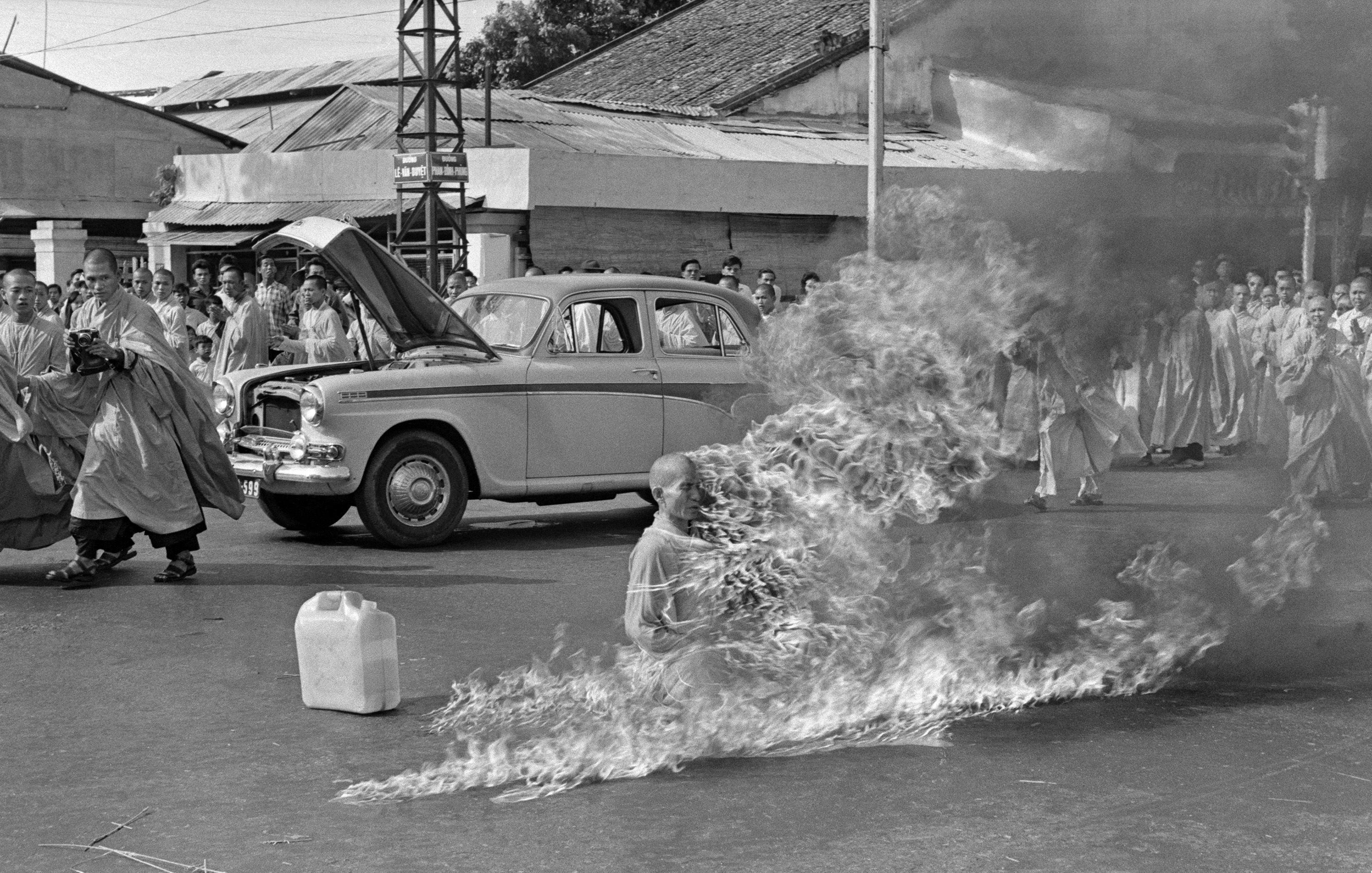
L'immolazione di Thích Quảng Đức nella foto che vinse il 1963 World Press Photo of the Year ed il Premio Pulitzer nel 1964.

Lavora per il canale televisivo ABC TV per circa un anno, ma rimane insoddisfatto dal giornalismo televisivo. In seguito lavora come giornalista freelance per diversi anni, ed ottiene una borsa di studio presso la Columbia University con il Consiglio per le relazioni estere. Nel 1968, entra a far parte dello staff di The New York Times, e nel 1972 diventa corrispondente della rivista con l'America del Sud. Prima di diventare un giornalista, Browne aveva lavorato come chimico, e nel 1977, diventa uno scrittore scientifico, scrivendo per Discover, e nuovamente per Times nel 1985. Nel 1991, ha coperto i servizi della guerra del Golfo.
Muore all'età di 81 anni, nel 2012, a seguito di complicazioni determinate dalla malattia di Parkinson.